# Jean-Jacques Milteau

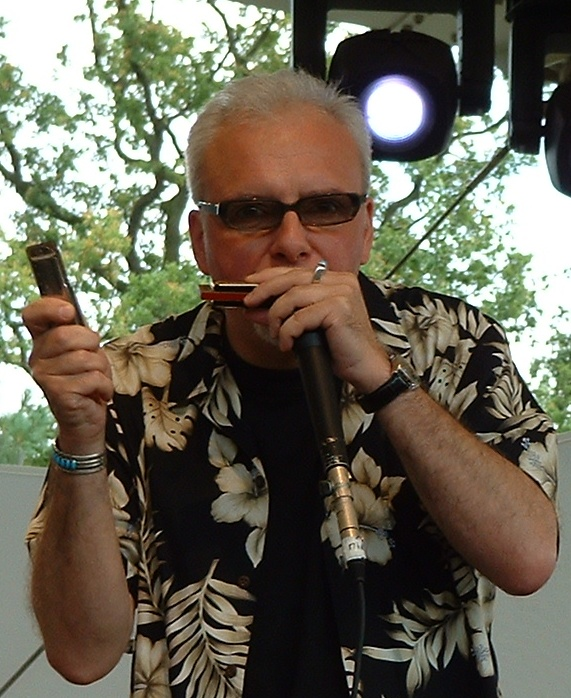
Jean-Jacques Milteau au Paris Jazz Festival 2006

Jean-Jacques Milteau (1950, Paris) é um gaitista, cantor, e compositor de blues francês. 

## Carreira
Milteau interessou-se pela harmônica quando escutou nos anos de 1960 pela primeira vez folk e rock (de Bob Dylan e Rolling Stones ). Ele acompanhou vários cantores franceses de diferentes estilos, tais como Yves Montand, Eddy Mitchell, Jean-Jacques Goldman, Maxime Le Forestier, Barbara e Charles Aznavour.
Em 1989, gravou seu primeiro disco, Blues Harp, e viajou o mundo acompanhado de Manu Galvin, na guitarra, e convidados como Mighty Mo Rodgers e Demi Evans.
Publicou métodos dedicados ao aprendizado da harmônica.

## Prêmios
- 2001 : melhor álbum de blues Memphis (French Victoire de la musique)

## Discografia
- 1989 : Blues Harp
- 1991 : Explorer
- 1992 : Le grand blues band et J.J. Milteau
- 1993 : Live
- 1995 : Routes
- 1996 : Merci d'être venus
- 1998 : Blues live
- 1999 : Bastille blues
- 2000 : Honky Tonk blues (ao vivo)
- 2001 : Memphis com Little Milton e Mighty Sam McClain
- 2003 : Blue 3rd com Gil Scott-Heron, Terry Callier, N’Dambi, Howard Johnson
- 2006 : Fragile
- 2007 : Live, hot n'blues (Universal) com Demi Evans e Andrew Jones
- 2008 : Soul conversation